# Габреш
Габреш (мак. Габреш) — село у Північній Македонії, входить до складу общини Куманово Північно-Східного регіону.
Населення — 71 особа (перепис 2002).